# Нижнетургенеево
Нижнетургенеево, Нижнее Тургенеево, Нижне-Тургенеево — упразднённая деревня в Байкибашевском районе Башкирской АССР РСФСР. Административный центр Тургенеевского сельсовета на годы упразднения в 1950-х годах. Ныне часть (микрорайон) села Кирзя в Кирзинском сельсовете Караидельском районе Республики Башкортостан Российской Федерации.

## Топоним
Была известна как Нижне-Тургенеево. Название парное к Верхне-Тургенеева. В 1896 зафиксированы Верхнее Тургенево и Нижнее Тургенево.

## География
Располагалась на правом берегу р. Уфы (ныне на берегу Павловского водохранилища), в 103 км от ж.-д. ст. Щучье Озеро.

## История
Основано башкирами Ельдякской волости на собственных землях как Чебыково (Верхнее Тургенево). Позднее в части деревни поселились припущенники из башкир.
В 1930—1950-е гг. — административный центр Нижне-Тургенеевского и Тургенеевского сельсоветов Байкибашевского района БАССР.

## Население
Жили тептяри, башкиры.
В 1906—187 человек, в 1920—467, в 1939—531.

## Инфраструктура
В 1901 году построена мечеть.